# András Petőcz
András Petőcz, né à Budapest le 27 août 1959, est un poète et écrivain hongrois.

## Biographie
Il étudie la littérature et l'histoire à l'université Loránd Eötvös de Budapest. Après avoir fait des études à la Faculté des lettres, il travaille comme rédacteur pour plusieurs revues littéraires. Il dirige actuellement la revue Budapesti Jelenlét (Présence de Budapest).
Il se rallie au cercle parisien Magyar Műhely (Atelier hongrois) au milieu des années 1980.
Il a été invité à la Biennale internationale des poètes en Val-de-Marne en mai 2013 et y a lu ses écrits.
Andras Petőcz a été écrivain en résidence à la Villa Marguerite Yourcenar en juin et juillet 2013 et y a participé aux événements littéraires

## Publications en français
- Féline (poèmes, livre), 2021  (ISBN 978 2 84924 671 9)
- Naissance du visage étranger (poèmes, livre), 2016  (ISBN 978 2 84924 447 0)
- Agota Kristof, écrivain suisse francophone d'origine hongroise (essai), Hauteurs, mars 2006.
- Le Soldat soviétique (nouvelle), Hauteurs, mars 2005.
- Non, en souvenirs d'Eugène de Savoie (essai), Le Figaro, 6 octobre 2004.
- La Métaphore d'Europe (poèmes, livre), 1998  (ISBN 963 8375 78 7)